# Котлер-Вунш, Михаль
Михаль Котлер-Вунш (ивр. מיכל קוטלר-וונש‎, англ. Michal Cotler-Wunsh; род. 18 декабря 1970 года, Иерусалим) — израильский политический и общественный деятель, депутат кнессета 23-го созыва от партии «Кахоль-лаван».

## Биография
Родилась 18 декабря 1970 года в Иерусалиме. Мать, Ариэлла Зеэви, работала секретарём фракции ГАХАЛ, а затем партии «Ликуд», во время правления Менахема Бегина. Росла без отца.
В восемь лет с семьёй переехала в Монреаль, так как мать вышла замуж за канадца Ирвина Котлера. После окончания средней школы вернулась в Израиль, чтобы поступить в Еврейский университет в Иерусалиме. Служила в Армии обороны Израиля, демобилизовалась в 1991 году. В 1996 году получила степень бакалавра на юридическом факультете Еврейского университета. Работала в министерстве юстиции в области консультирования и законодательства и координировала от имени министерства комитет по гражданскому кодексу, возглавляемый судьей Аароном Бараком, а также работала юристом в частном секторе. В 2002—2006 годах обучалась на степень магистра в области права в Университете Макгилла в Монреале.
В 2010 году вернулась в Израиль и начала работать в Тель-Авивском университете. В 2012—2013 годах работала на юрфаке Еврейского университета (программа общинных услуг). В 2013—2016 годах — директор отдела международных связей в Междисциплинарном центре в Герцлии. В 2016—2020 годах — докторат на юрфаке Еврейского университета.
С 19 июня 2020 года (неполный срок) — депутат кнессета 23-го созыва от партии «Кахоль Лаван». Председатель комиссии по борьбе с наркоманией и алкоголизмом. Член комиссии по иностранным делам и безопасности. Член законодательной комиссии. Член комиссии по правам женщин и гендерному равноправию. Член комиссии по правам ребёнка. Член комиссии по вопросам алии, абсорбции и диаспоры. Член подкомиссии по внешней политике и пропаганде. Член комиссии по борьбе с наркоманией и алкоголизмом. Председатель лобби за выходцев Эфиопии в Израиле. Председатель дружественного парламентского канадско-израильского объединения. Член дипмиссии Кнессета по отношениям с Европейским парламентом.
Осудила Твиттер за предоставление аятолле Али Хаменеи возможности вести антисемитскую пропаганду.
В конце декабря 2020 года объявила о своём решении покинуть «Кахоль-Лаван».
Замужем, имеет четверо детей.